# Michele Skatar
Michele Skatar (kroatisch Michele Škatar; * 30. Dezember 1985 in Koper, SR Slowenien, SFR Jugoslawien) ist ein kroatisch-italienischer Handballspieler. Seine Körperlänge beträgt 1,92 m.

## Werdegang
Skatar spielte zuletzt für den italienischen Verein SSV Bozen Handball und für die italienische Nationalmannschaft. Er wird meist im rechten Rückraum eingesetzt.
Michele Skatar kam 1999 zum RK Umag, wo er später auch in der ersten kroatischen Liga debütierte und 2003 im Finale des kroatischen Pokals stand. 2004 wechselte er zu Pallamano Triest. Mit den Männern aus dem Julisch Venetien wurde er 2005 Vizemeister und stand im Finale des italienischen Pokals. In der Saison 2005/06 wurde Skatar mit 233 Treffern Torschützenkönig der italienischen Liga und zu Italiens Spieler des Jahres gewählt; daraufhin wurden auch ausländische Vereine auf ihn aufmerksam. Schließlich verpflichtete ihn die TSG Friesenheim. Dort blieb Skatar jedoch nur ein Jahr; 2007 wurde er vom Erstligisten TuS Nettelstedt-Lübbecke unter Vertrag genommen. Mit den Ostwestfalen stieg er jedoch 2008 wieder in die zweite Liga ab. Mit Nettelstedt schaffte er den sofortigen Wiederaufstieg, verließ jedoch im Sommer 2009 den Verein. In der Saison 2009/10 spielte er beim französischen Verein Mulhouse Handball Sud Alsace. Er wurde zum besten Halbrechten der Spielzeit ausersehen. Ab dem Sommer 2010 stand Skatar bei HBC Nantes unter Vertrag. In der Saison 2012/13 erreichte Skatar mit dem HBC Nantes zwei Finalspiele im EHF Europa Pokal und dem Coupe de la Ligue in Frankreich. Während der Saison 2013/14 wurde er bis zum Saisonende vom italienischen Verein Handball Carpi unter Vertrag genommen. Im Sommer 2014 schloss er sich Cesson-Rennes Métropole HB an. Zwei Jahre später wechselte er zu Montélimar Cruas Handball. Ab dem Sommer 2020 lief er für Soultz Bollwiller Handball auf. Im Februar 2021 verstärkte er bis zum Saisonende 2020/21 den SSV Bozen Handball.
Obwohl er im heutigen Slowenien geboren worden ist, spielt Michele Skatar in der italienischen Nationalmannschaft, für die er bisher in 141 Länderspielen 589 Treffern erzielt hat. Mit seinem Land konnte er sich bisher nie für ein großes internationales Turnier qualifizieren.